# استیو ارورک

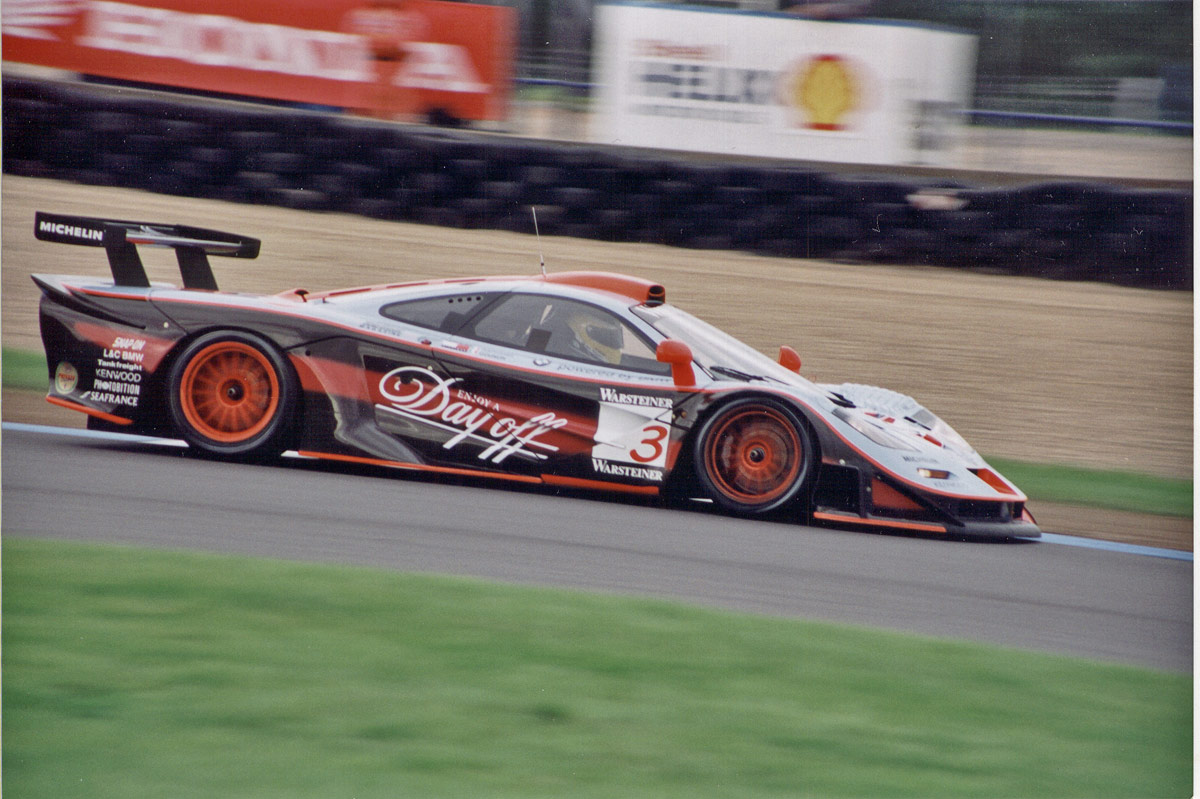
تیم گلف دیویدوف مک‌لارن اف۱ دانینگتون ۱۹۹۷

استیو اُرورک (به انگلیسی: Steve O'Rourke) (زاده ۱ اکتبر ۱۹۴۰) مدیر گروه موسیقی پینک فلوید پس از جدایی سید برت از این گروه موسیقی راک بود. او در ابتدا و پیش از مدیرشدن، به ثبت کنسرت‌های گروه می‌پرداخت و بعد از پذیرش مدیرت گروه تا زمان مرگش مدیر گروه باقی ماند. او مذاکره با راجر واترز در جریان شکافی که بین او و سایر اعضا به وجود آمده بود را بر عهده داشت.